# Йенсен, Эрлинг (спортсмен)
Эрлинг Йенсен (Йенссен) (норв. Erling Jensen (Jenssen); 3 июля 1891, Skien — 20 сентября 1973, Skien) — норвежский гимнаст, бронзовый призёр летних Олимпийских игр 1912 года по гимнастике в командном первенстве по шведской системе.